# Joodtribromide
Joodtribromide is een anorganische verbinding, een interhalogeen met de formule {\displaystyle {\ce {IBr3}}}.

## Eigenschappen
Joodtribromide is een donkerbruine vloeistof die mengbaar is met water, ethanol en ethers.

## Toepassingen
Joodtribromide kan gebruikt worden als een gebromeerde vlamvertrager in de productie van semiconductors. Ook in bepaalde etstechnieken kan het worden toegepast.